# Hans Smit (skateboarder)

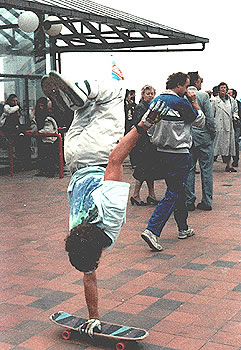
Hans Smit doet een one-handed handstand, Scheveningen, 1989

Hans Smit is een Nederlands freestyle-skateboarder.

## Korte omschrijving
Smit is een technische skater. Hij is naast de Duitser Joachim 'Yoyo' Schulz de enige die een "echte" handplant (een 'yoyo') kan maken: op vlakke grond rijden, één hand neerzetten op de grond en de rest van zijn lichaam met board en al optillen, dan daarna weer landen. Ook variaties beheerst hij: bv. tijdens de yoyo een flip maken.
Verder behaalde hij veel successen met zijn ollie-airwalks, airwalk-to-fingerflips en variaties op de impossible.
Op de foto doet hij een onehanded handstand kickflip. Dit betekent, dat hij met de hand waar hij op 'staat', een snelle beweging maakt waardoor het board over de lengte-as een 360 draai (flip) maakt, waarna hij met zijn voeten op het skateboard landt.

## Resultaten
- WK 1986, Expo 86 Vancouver Canada, amateurs freestyle-skateboarding: 5e plaats
- WK 1989, Münster, amateurs freestyle-skateboarding: 10e plaats
- WK 2006, Birmingham, amateurs freestyle-skateboarding: 1e plaats